# Complesso del Carminiello al Mercato
Il complesso del Carminiello al Mercato (già di Sant'Ignazio al Mercato) è un complesso architettonico di Napoli, costituito da una chiesa ed un collegio, sito alle spalle della chiesa di Santa Croce e Purgatorio al Mercato.

## Storia
La struttura religiosa fu voluta dai gesuiti, che la dedicarono a sant'Ignazio di Loyola, e fu progettata da padre Pietro Provedi, architetto della Provincia Meridionale dell'ordine, a cui si deve anche il progetto del Gesù Nuovo. La costruzione del collegio iniziò nel 1611, quella della chiesa, a croce greca, nel 1614.
Nel 1767, a seguito del provvedimento di espulsione dei gesuiti adottato dal ministro borbonico Bernardo Tanucci, il complesso fu rinominato del Carminiello, e diventò un centro di prima alfabetizzazione e istruzione professionale (sartoriale) per fanciulle.
Oggi il complesso ospita un istituto professionale, l'I.P.S.C.T. Isabella D'Este; tuttavia la chiesa ed il chiostro, fortemente rimaneggiati, versano in uno stato di degrado e necessitano di lavori di restauro, di cui ha usufruito soltanto il collegio nel 2011.
Alcuni locali ospitano il centro associativo di cultura islamica Zayd ibn Thabit, costituendo di fatto la moschea di Napoli, ed altri l'associazione A.N.G.L.A.D. (Associazione Nazionale Genitori Lotta alla Droga).